# Paula Bronstein
Paula Bronstein est une photojournaliste indépendante américaine. Lauréate de nombreuses récompenses, elle vit et travaille à Bangkok.

## Biographie
S'installant à Bangkok en Thaïlande à la fin des années 90, Paula Bronstein a travaillé depuis 2002 comme photographe pour divers journaux et magazines américains pendant quinze ans, 
Elle a rejoint Getty Images en tant que photographe senior de 2002 à 2013.
Elle couvre l’actualité internationale en Afghanistan, Myanmar, Thaïlande, États-Unis. En 2022, elle documente l’invasion de l'Ukraine par la Russie.

## Publication
- (en) Afghanistan: Between Hope and Fear, University of Texas Press, 2016, 228 p. (ISBN 978-1477309391)[1]

## Prix et distinctions
Liste non exhaustive
- John Faber award, Overseas Press Club of America.
- 2006 : China's International Press Photo contest (CHIPP), premier prix pour « Earthquake victims in Kashmir »[2]
- 2010 :  Photojournalist of the Year, National Press Photographers Association, 2e prix[1].
- 2010 : Photographer of the year 2010, Foreign Correspondents Club of Thailand[3]
- 2011 : FotoEvidence Book Award for her work on “Afghanistan: Between Life and War”[1]
- 2011 : Nominated Finalist together with Daniel Berehulak for the Breaking News Pulitzer Prize[1]
- 2016 : Anja Niedringhaus Courage In Photojournalism Award Mention honorable[1]
- 2017 : World Press Photo, Daily Life, first prize singles, pour sa photo “The Silent Victims of a Forgotten War”[4]
- 2022 : Anja Niedringhaus Courage in Photojournalism Award[5]